# Arrival Heights
Die Arrival Heights (englisch für Ankunftshöhen) sind Felsenkliffs auf der antarktischen Ross-Insel. Sie erstrecken sich in nordost-südwestlicher Ausrichtung entlang der Westküste der Hut-Point-Halbinsel unmittelbar nördlich des Standorts des Basislagers der britischen Discovery-Expedition (1901–1904). Die Kliffs sind in der Liste der besonders geschützten Gebiete in der Antarktis unter Nr. 122 enthalten.
Der Name der Kliffs weist auf die Ankunft der Discovery-Expedition an der Hut-Point-Halbinsel im Februar 1902 hin.